# Blachownia (plaats)
Blachownia is een stad in het Poolse woiwodschap Silezië, gelegen in de powiat Częstochowski. De oppervlakte bedraagt 36,53 km², het inwonertal 9967 (2005). Tijdens de Tweede Wereldoorlog was hier het kamp Blechhammer gevestigd.

## Verkeer en vervoer
- Station Blachownia